# Saison 2009 des Cardinals de Saint-Louis
La Saison 2009 des Cardinals de Saint-Louis est la 128e saison en ligue majeure pour cette franchise.

## Intersaison

### Arrivées
- Trever Miller, en provenance des Rays de Tampa Bay.
- Dennys Reyes, en provenance des Twins du Minnesota.
- Khalil Greene, en provenance des Padres de San Diego.
- Joe Thurston, en provenance des Red Sox de Boston.

### Grapefruit League
Basés au Roger Dean Stadium à Jupiter. en Floride, le programme des Cardinals comprend 34 matches de pré-saison entre le 25 février et le 2 avril. La préparation de la saison s'achève par deux matchs amicaux les 3 et 4 avril à Memphis contre les Memphis Redbirds.

## Saison régulière
L'ouverture est programmée à Saint-Louis le 6 avril face aux Pirates.

### Classement
| Ligue nationale (Division Centrale) | V  | D  | %    | GB  |
| ----------------------------------- | -- | -- | ---- | --- |
| Cardinals de Saint-Louis            | 91 | 71 | .562 | --  |
| Cubs de Chicago                     | 83 | 78 | .516 | 7½  |
| Brewers de Milwaukee                | 80 | 82 | .491 | 11  |
| Reds de Cincinnati                  | 78 | 84 | .481 | 13  |
| Astros de Houston                   | 74 | 88 | .457 | 17  |
| Pirates de Pittsburgh               | 62 | 99 | .385 | 28½ |

### Résultats

#### Avril
Excellent début de saison pour les Cards qui enregistrent 16 victoires pour 7 défaites au cours du mois d'avril. Cette performance permet à Saint-Louis d'être solidement en tête de la Division centrale de la Ligue nationale, avec 4 victoires d'avance sur leurs seconds.

## Séries éliminatoires

### Série de division
| # | Date       | Adversaire | Score | Vic.           | Déf.            | Sauv.       | Affluence | Bilan |
| - | ---------- | ---------- | ----- | -------------- | --------------- | ----------- | --------- | ----- |
| 1 | 7 octobre  | @ Dodgers  | 3 - 5 | Weaver (1-0)   | Carpenter (0-1) | Broxton (1) | 56 000    | 0-1   |
| 2 | 8 octobre  | @ Dodgers  | 2 - 3 | Sherrill (1-0) | Franklin (0-1)  |             | 51 819    | 0-2   |
| 3 | 10 octobre | Dodgers    | 5 - 1 | Padilla (1-0)  | Pineiro (0-1)   |             | 47 296    | 0-3   |